# Commissie-Mansholt
De commissie-Mansholt is de Europese Commissie die functioneerde van 1972 tot 1973. Zij telde 9 leden. Zij werd opgevolgd door de commissie-Ortoli.
| Eurocommissaris           | Eurocommissaris          | Eurocommissaris                       | Portefeuille         | Termijn                        | Nationale partij | Europese politieke Partij | Land                     |
| ------------------------- | ------------------------ | ------------------------------------- | -------------------- | ------------------------------ | ---------------- | ------------------------- | ------------------------ |
|                           | Sicco Mansholt           | Sicco Mansholt (1908–1995)            | Voorzitter           | 21 maart 1972 – 5 januari 1973 | PvdA             | PES                       | Nederland                |
|                           | Wilhelm Haferkamp        | Wilhelm Haferkamp (1923–1995)         | Vicevoorzitter       | 21 maart 1972 – 5 januari 1973 | SPD              | PES                       | Bondsrepubliek Duitsland |
| Interne Markt             | Wilhelm Haferkamp        | Wilhelm Haferkamp (1923–1995)         |                      | 21 maart 1972 – 5 januari 1973 | SPD              | PES                       | Bondsrepubliek Duitsland |
| Energie                   | Wilhelm Haferkamp        | Wilhelm Haferkamp (1923–1995)         |                      | 21 maart 1972 – 5 januari 1973 | SPD              | PES                       | Bondsrepubliek Duitsland |
| Euratom                   | Wilhelm Haferkamp        | Wilhelm Haferkamp (1923–1995)         |                      | 21 maart 1972 – 5 januari 1973 | SPD              | PES                       | Bondsrepubliek Duitsland |
|                           | Raymond Barre            | Raymond Barre (1924–2007)             | Financiën            | 21 maart 1972 – 5 januari 1973 | O                | O                         | Frankrijk                |
| Economische Zaken         | Raymond Barre            | Raymond Barre (1924–2007)             |                      | 21 maart 1972 – 5 januari 1973 | O                | O                         | Frankrijk                |
| Eurostat                  | Raymond Barre            | Raymond Barre (1924–2007)             |                      | 21 maart 1972 – 5 januari 1973 | O                | O                         | Frankrijk                |
|                           | Albert Coppé             | Albert Coppé (1911–1999)              | Begroting            | 21 maart 1972 – 5 januari 1973 | CD&V             | EVP                       | België                   |
| Financieel Toezicht       | Albert Coppé             | Albert Coppé (1911–1999)              |                      | 21 maart 1972 – 5 januari 1973 | CD&V             | EVP                       | België                   |
| Kredietverlening          | Albert Coppé             | Albert Coppé (1911–1999)              |                      | 21 maart 1972 – 5 januari 1973 | CD&V             | EVP                       | België                   |
| Investeringen             | Albert Coppé             | Albert Coppé (1911–1999)              |                      | 21 maart 1972 – 5 januari 1973 | CD&V             | EVP                       | België                   |
| Sociale Zaken             | Albert Coppé             | Albert Coppé (1911–1999)              |                      | 21 maart 1972 – 5 januari 1973 | CD&V             | EVP                       | België                   |
| Vervoer                   | Albert Coppé             | Albert Coppé (1911–1999)              |                      | 21 maart 1972 – 5 januari 1973 | CD&V             | EVP                       | België                   |
| Administratieve Zaken     | Albert Coppé             | Albert Coppé (1911–1999)              |                      | 21 maart 1972 – 5 januari 1973 | CD&V             | EVP                       | België                   |
|                           | Ralf Dahrendorf          | Ralf Dahrendorf (1929–2009)           | Externe Betrekkingen | 21 maart 1972 – 5 januari 1973 | FDP              | ALDE                      | Bondsrepubliek Duitsland |
| Handel                    | Ralf Dahrendorf          | Ralf Dahrendorf (1929–2009)           |                      | 21 maart 1972 – 5 januari 1973 | FDP              | ALDE                      | Bondsrepubliek Duitsland |
|                           |                          | Albert Borschette (1920–1976)         | Mededinging          | 21 maart 1972 – 5 januari 1973 | O                | O                         | Luxemburg                |
| Regionaal Beleid          |                          | Albert Borschette (1920–1976)         |                      | 21 maart 1972 – 5 januari 1973 | O                | O                         | Luxemburg                |
|                           | Altiero Spinelli         | Altiero Spinelli (1907–1986)          | Industrie            | 21 maart 1972 – 5 januari 1973 | O                | O                         | Italië                   |
| Douane-unie               | Altiero Spinelli         | Altiero Spinelli (1907–1986)          |                      | 21 maart 1972 – 5 januari 1973 | O                | O                         | Italië                   |
| Onderzoek en Wetenschap   | Altiero Spinelli         | Altiero Spinelli (1907–1986)          |                      | 21 maart 1972 – 5 januari 1973 | O                | O                         | Italië                   |
| Technologie               | Altiero Spinelli         | Altiero Spinelli (1907–1986)          |                      | 21 maart 1972 – 5 januari 1973 | O                | O                         | Italië                   |
|                           | Carlo Scarascia-Mugnozza | Carlo Scarascia- Mugnozza (1920–2004) | Landbouw             | 21 maart 1972 – 5 januari 1973 | DC               | EVP                       | Italië                   |
|                           | Jean-François Deniau     | Jean-François Deniau (1928–2007)      | Uitbreiding          | 21 maart 1972 – 5 januari 1973 | RI               | ALDE                      | Frankrijk                |
| Ontwikkelingssamenwerking | Jean-François Deniau     | Jean-François Deniau (1928–2007)      |                      | 21 maart 1972 – 5 januari 1973 | RI               | ALDE                      | Frankrijk                |